# 톨라이멧토끼

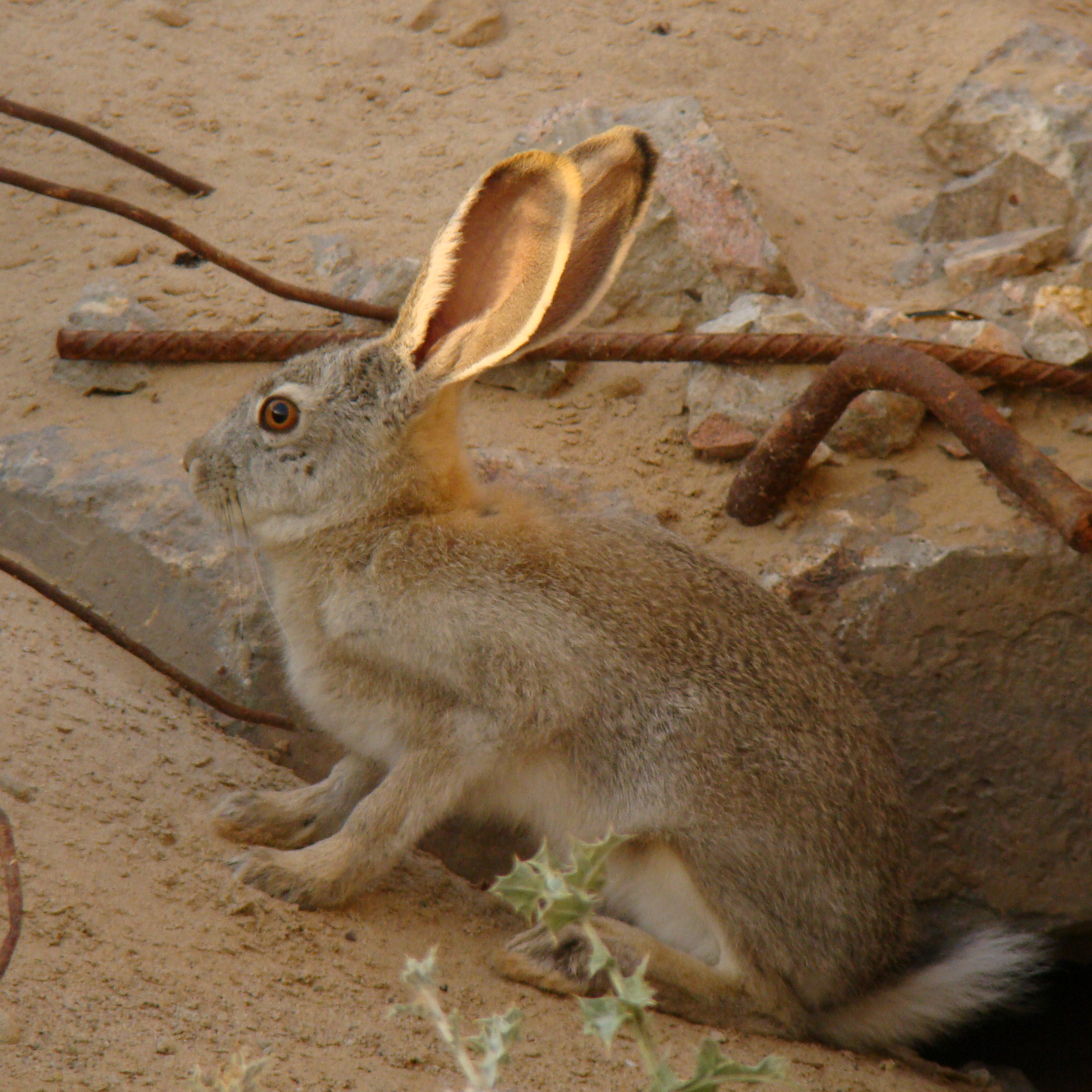
톨라이멧토끼의 새끼

톨라이멧토끼(Lepus tolai)는 토끼과에 속하는 포유류의 일종이다. 중앙아시아와 몽골, 그리고 중국 북부와 중부 지역에서 발견된다. 준사막 지역과 스텝 기후 지역, 바위 서식지, 그리고 숲 목초지에서 서식한다.